# Nemanja Maksimović
Nemanja Maksimović (cyrilicí: Немања Максимовић; * 26. ledna 1995 Banja Koviljača) je srbský profesionální fotbalista, který hraje na pozici středního záložníka za španělský klub Getafe CF a za srbský národní tým.

## Klubová kariéra
Na profesionální úrovni hrál v letech 2013–2015 za slovinský klub NK Domžale. Od února 2015 do létě 2017 byl hráčem FC Astana, se kterým v roce 2015 vyhrál kazašskou Premjer Ligasy.

## Reprezentační kariéra
Reprezentoval Srbsko na mistrovství Evropy ve fotbale hráčů do 19 let 2013, kde jeho tým získal titul. Zúčastnil se také mistrovství Evropy ve fotbale hráčů do 19 let 2014, kde byl autorem dvou branek a pomohl svému týmu k zisku bronzových medailí. Srbové se tak kvalifikovali na mistrovství světa ve fotbale hráčů do 20 let 2015 na Novém Zélandu. Zde Maksimović skóroval v utkání základní části proti Mexiku (výhra 2:0), jeho tým nakonec postoupil do finále proti Brazílii. Zápas skončil v normální hrací době 1:1, ve 118. minutě prodloužení vstřelil Maksimović branku, kterou rozhodl o zisku mistrovského titulu.
V seniorské reprezentaci Srbska debutoval 23. března 2016 při porážce 0:1 v přátelském utkání v Poznani s Polskem.